# 가변 형상 터보차저

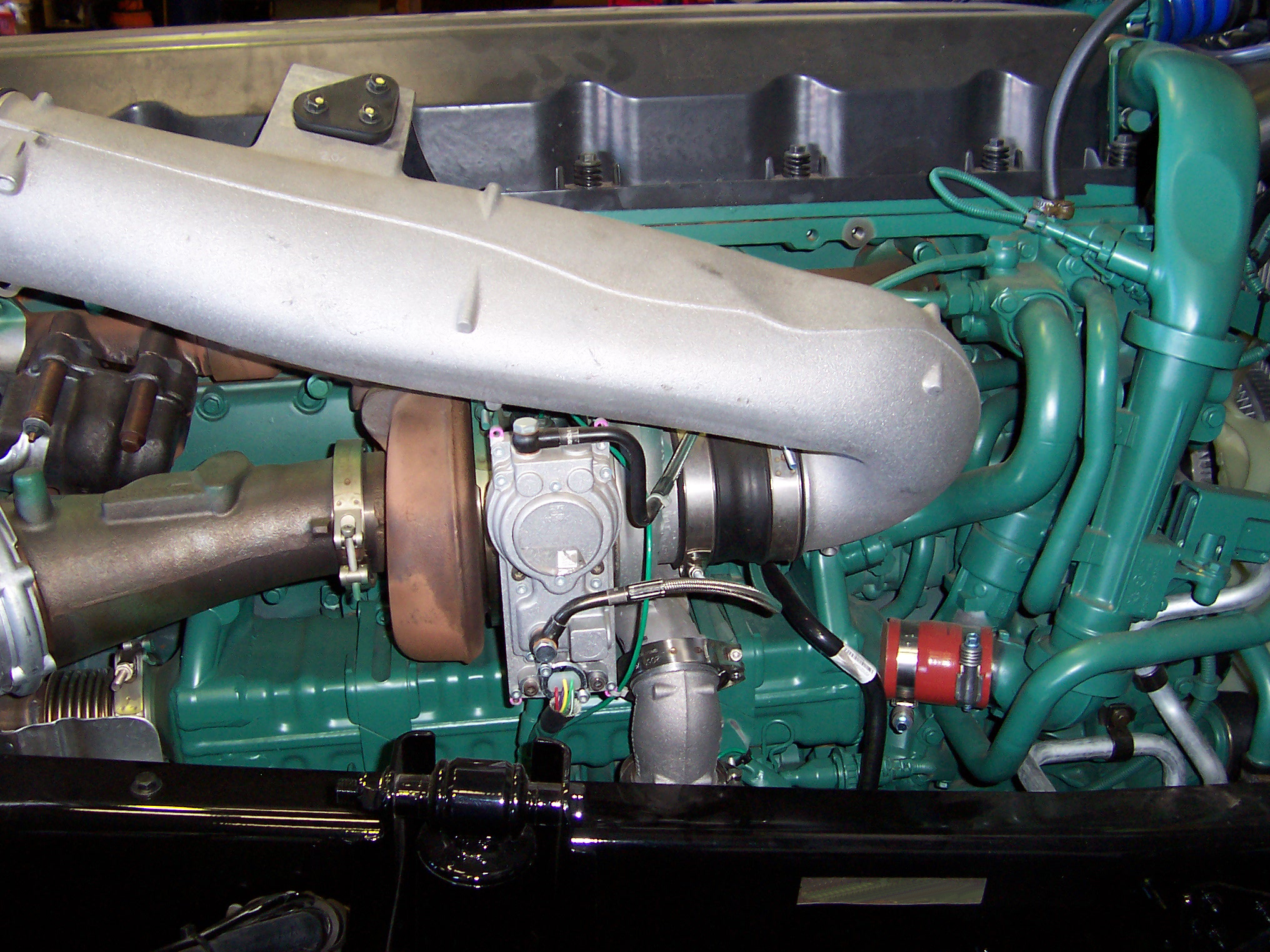
EGR 배기가스 배출 기술이 적용된 볼보 FM VGT 디젤 엔진

가변 형상 터보차저(영어: Variable-geometry turbocharger, VGT)는 일반적으로 조건 변화에 따라 터보 차저의 유효 종횡비가 변경될 수 있도록 설계된 터보 차저 유형이다.

## 제조업체
개럿, 보그워너 및 미쓰비시 중공업을 비롯한 여러 회사에서 회전 날개 가변 형상 터보차저를 제조 및 공급한다. 이 설계는 주로 소형 엔진 및 경량 애플리케이션(승용차, 경주용 자동차 및 경 상용차)으로 제한된다.
슬라이딩 베인 VGT의 주요 공급업체는 홀셋 엔지니어링이다.